# Kaunaská přehrada
Kaunaská přehrada (litevsky Kauno marios) je přehradní nádrž na území Kaunaského kraje v Litvě. Přehradní jezero má rozlohu 64 km². Je 83 km dlouhé a maximálně 5 km široké. Průměrná hloubka je 7 m a maximální 21 m. Má objem 0,46 km³.

## Vodní režim
Přehradní jezero na řece Němenu za hrází Kaunaské hydroelektrárny bylo naplněna v letech 1959-60. Úroveň hladiny kolísá v rozsahu 4 m. Reguluje sezónní kolísání průtoku. Po vybudování přehrady se zmenšily velké povodně v Kaunasu a také se zlepšily podmínky pro lodní dopravu. Je zde rozvinuté rybářství (candáti, kapři, cejni). Na pobřeží leží města Kaunas a Rumšiškės.